# Teorema da média geométrica

área do quadrado cinza = área do retângulo cinza:

O teorema da altura do triângulo retângulo ou teorema da média geométrica é um resultado na geometria elementar que descreve uma relação entre os comprimentos da altura da hipotenusa em um triângulo retângulo e os dois segmentos de reta que ele cria na hipotenusa. Ele afirma que a média geométrica dos dois segmentos é igual à altura.

## Teorema e aplicações

Construção de definindo   para 1

Se {\displaystyle h} denota a altitude em um triângulo retângulo {\displaystyle \Delta EP} e {\displaystyle q} os segmentos na hipotenusa, o teorema pode ser declarado como:
{\displaystyle h={\sqrt {pq}}}
ou em termos de áreas:
{\displaystyle h^{2}=pq}

Desigualdade '-'

A última versão gera um método para quadrar um retângulo com régua e bússola, ou seja, construir um quadrado de área igual a um determinado retângulo. Para tal um retângulo com os lados {\displaystyle p} e {\displaystyle q} indicam que a sua parte superior à esquerda vértice com {\displaystyle D}. Agora, estendemos o segmento {\displaystyle q} para a esquerda por {\displaystyle p} (usando o arco {\displaystyle {\overset {\frown }{AE}}} centralizado em {\displaystyle D}) e desenhamos um semicírculo com os pontos finais {\displaystyle A} e {\displaystyle B} com o novo segmento {\displaystyle p+q} como seu diâmetro. Em seguida, erigimos uma linha perpendicular ao diâmetro em {\displaystyle D} que cruza o semicírculo em {\displaystyle C}. Devido ao teorema de Tales, {\displaystyle C} e o diâmetro forma um triângulo retângulo com o segmento de reta {\displaystyle {\overline {DC}}} como sua altitude, portanto, {\displaystyle {\overline {DC}}} é o lado de um quadrado com a área do retângulo. O método também permite a construção de raízes quadradas (consulte o número construtível), já que, começando com um retângulo com largura 1, o quadrado construído terá um comprimento lateral igual à raiz quadrada do comprimento do retângulo.
O teorema pode ser usado para fornecer uma prova geométrica da desigualdade {\displaystyle AM}-{\displaystyle GM} no caso de dois números. Para os números de {\displaystyle p} e {\displaystyle q} um constrói um meio círculo com diâmetro {\displaystyle p+q}. Agora a altitude representa a média geométrica e o raio a média aritmética dos dois números. Como a altitude é sempre menor ou igual ao raio, isso gera desigualdade.